# Conashaugh Lakes, Pennsylvania
Conashaugh Lakes, Pennsylvania (енгл. Conashaugh Lakes) насељено је место без административног статуса у америчкој савезној држави Пенсилванија.

## Демографија
По попису из 2010. године број становника је 1.294.
| Група             | 2000.    | 2010.       |
| Белци             | 0 (0,0%) | 988 (76,4%) |
| Афроамериканци    | 0 (0,0%) | 104 (8,0%)  |
| Азијати           | 0 (0,0%) | 18 (1,4%)   |
| Хиспаноамериканци | 0 (0,0%) | 147 (11,4%) |
| Укупно            | 0        | 1.294       |